# Daniel Alejandro Pérez
Daniel Alejandro Pérez (Las Breñas, Provincia del Chaco, Argentina; 23 de febrero de 1987) es un futbolista argentino. Juega como lateral por derecha y su primer equipo fue Unión de Santa Fe. Actualmente milita en Huracán de Las Breñas del Torneo Regional Amateur.

## Trayectoria
Nacido en Chaco, Alejandro Pérez llegó a Santa Fe en 2004 para probarse en Unión y tras ser seleccionado, se sumó a las divisiones formativas rojiblancas. Su debut con la camiseta tatengue se produjo el 23 de noviembre de 2007, en el empate 2-2 como visitante ante Talleres de Córdoba: ese día ingresó a los 40 del ST en reemplazo de Martín Zapata.

## Estadísticas
- Actualizado al 15 de enero de 2023

### Clubes
| Club                             | Div.                | Temporada           | Liga | Liga | Copa Nacional | Copa Nacional | Copa Internacional | Copa Internacional | Total | Total |
| Club                             | Div.                | Temporada           | PJ   | G    | PJ            | G             | PJ                 | G                  | PJ    | G     |
| -------------------------------- | ------------------- | ------------------- | ---- | ---- | ------------- | ------------- | ------------------ | ------------------ | ----- | ----- |
| Unión Argentina                  |                     |                     |      |      |               |               |                    |                    |       |       |
| 2.ª                              | 2007/08             | 9                   | 0    | -    | -             | -             | -                  | 9                  | 0     |       |
| 2.ª                              | 2008/09             | 30                  | 1    | -    | -             | -             | -                  | 30                 | 1     |       |
| 2.ª                              | 2009/10             | 24                  | 0    | -    | -             | -             | -                  | 24                 | 0     |       |
| 2.ª                              | 2010/11             | 14                  | 0    | -    | -             | -             | -                  | 14                 | 0     |       |
| 1.ª                              | 2011/12             | 12                  | 0    | 1    | 0             | -             | -                  | 13                 | 0     |       |
| 1.ª                              | 2012/13             | 12                  | 0    | 1    | 0             | -             | -                  | 13                 | 0     |       |
| Total                            | Total               | 101                 | 1    | 2    | 0             | -             | -                  | 103                | 1     |       |
| Crucero del Norte Argentina      |                     |                     |      |      |               |               |                    |                    |       |       |
| 2.ª                              | 2013/14             | 41                  | 1    | 0    | 0             | -             | -                  | 41                 | 1     |       |
| 2.ª                              | 2014                | 19                  | 0    | -    | -             | -             | -                  | 19                 | 0     |       |
| 1.ª                              | 2015                | 26                  | 0    | 0    | 0             | -             | -                  | 26                 | 0     |       |
| 2.ª                              | 2016                | 21                  | 2    | 1    | 0             | -             | -                  | 22                 | 2     |       |
| 2.ª                              | 2016/17             | 43                  | 1    | -    | -             | -             | -                  | 43                 | 1     |       |
| 3.ª                              | 2018/19             | 23                  | 1    | 4    | 0             | -             | -                  | 27                 | 1     |       |
| 3.ª                              | 2019/20             | 7                   | 1    | 0    | 0             | -             | -                  | 7                  | 1     |       |
| 3.ª                              | 2021                | 25                  | 0    | -    | -             | -             | -                  | 25                 | 0     |       |
| 3.ª                              | 2022                | 21                  | 0    | -    | -             | -             | -                  | 21                 | 0     |       |
| Total                            | Total               | 226                 | 6    | 5    | 0             | -             | -                  | 231                | 6     |       |
| Ferro Argentina                  |                     |                     |      |      |               |               |                    |                    |       |       |
| 2.ª                              | 2017/18             | 11                  | 1    | -    | -             | -             | -                  | 11                 | 1     |       |
| Total                            | Total               | 11                  | 1    | -    | -             | -             | -                  | 11                 | 1     |       |
| Deportivo Itapuense Paraguay     |                     |                     |      |      |               |               |                    |                    |       |       |
| 3.ª                              | 2019                | ?                   | ?    | -    | -             | -             | -                  | ?                  | ?     |       |
| Total                            | Total               | ?                   | ?    | -    | -             | -             | -                  | ?                  | ?     |       |
| Guaraní Antonio Franco Argentina |                     |                     |      |      |               |               |                    |                    |       |       |
| 4.ª                              | 2021/22             | 15                  | 2    | -    | -             | -             | -                  | 15                 | 2     |       |
| 4.ª                              | 2022/23             | 10                  | 1    | -    | -             | -             | -                  | 10                 | 1     |       |
| Total                            | Total               | 25                  | 3    | -    | -             | -             | -                  | 25                 | 3     |       |
| Total en su carrera              | Total en su carrera | Total en su carrera | 363  | 11   | 7             | 0             | -                  | -                  | 370   | 11    |

## Palmarés
| Título                     | Club              | País      | Año  |
| -------------------------- | ----------------- | --------- | ---- |
| Ascenso a Primera División | Unión de Santa Fe | Argentina | 2011 |
| Ascenso a Primera División | Crucero del Norte | Argentina | 2014 |